# Venturia anareolata
Venturia anareolata är en stekelart som beskrevs av David B. Wahl 1987. Venturia anareolata ingår i släktet Venturia och familjen brokparasitsteklar. Inga underarter finns listade i Catalogue of Life.